# Groupe de NGC 7329
Selon A.M. Garcia, le groupe de NGC 7329 comprend au moins 11 galaxies situées dans la constellation du Toucan. La distance moyenne entre ce groupe et la Voie lactée est d'environ 47,8 Mpc (∼156 millions d'al).

## Membres
Le tableau ci-dessous liste les 11 galaxies du groupe indiquées dans l'article de A.M. Garcia paru en 1993.
| Nom                 | Class.        | Type                  | α (J2000.0)      | δ (J2000.0)      | Vitesse radiale (km/s) | m     | Distance (Mpc) | Diamètre (kal) |
| ------------------- | ------------- | --------------------- | ---------------- | ---------------- | ---------------------- | ----- | -------------- | -------------- |
| NGC 7329            | SB(rs)bc      | Spirale barrée        | 22h 40m 24.22s   | -66° 28′ 44.3″   | 3252 ± 4               | 11,3  | 46,4 ± 3,3     | 233            |
| NGC 7358            | (RL)S0^0      | Lenticulaire          | 22h 45m 36.44s   | -65° 07′ 18.6″   | 3337 ± 21              | 12,8  | 47,6 ± 3,4     | 131            |
| NGC 7408            | (R')SB(rs)c   | Spirale barrée        | 22h 55m 56.860s  | -63° 41′ 41.0″   | 3494 ± 9               | 12,6  | 49,7 ± 3,5     | 86             |
| NGC 7417            | (R')SB(r)a    | Spirale barrée        | 22h 57m 49.4361s | -65° 02′ 18.796″ | 3196 ± 22              | 12,3  | 46,5 ± 3,2     | 148            |
| IC 5222             | (R)SB(rs)b    | Spirale barrée        | 22h 29m 54.7779s | -65° 39′ 40.709″ | 3177 ± 10              | 12,8  | 45,3 ± 3,2     | 129            |
| IC 5227             | (R'_1)SB(r)ab | Spirale barrée        | 22h 34m 03.6842s | -66° 41′ 51.708″ | 3353 ± 11              | 13,1  | 47,8 ± 3,4     | 115            |
| IC 5244             | Sb            | Spirale               | 22h 44m 13.7098s | -64° 02′ 35.768″ | 3477 ± 8               | 12,6  | 49,5 ± 3,5     | 232            |
| IC 5250 (PGC 69713) | S0 pec?       | Lenticulaire          | 22h 57m 20.5293s | -65° 03′ 31.953″ | 3616 ± 8               | 11,1  | 51,7 ± 3,6     | 184            |
| IC 5266             | Sb?           | Spirale               | 22h 58m 20.8957s | -65° 07′ 46.009″ | 3191 ± 10              | 13,7  | 45,4 ± 3,2     | 119            |
| IC 5272             | Sm            | Spirale magellanique  | 22h 59m 31.3127s | -65° 11′ 36.542″ | 3383 ± 54              | 14,1  | 48,2 ± 3,6     | 64             |
| ESO 109-32          | SAB(s)c?      | Spirale intermédiaire | 23h 03m 46.4446s | -62° 31′ 18.828″ | 3366 ± 8               | 13,03 | 47,7 ± 3,4     | 99             |

Le site DeepskyLog permet de trouver aisément les constellations des galaxies mentionnées dans ce tableau ou si elles ne s'y trouvent pas, l'outil du site constellation permet de le faire à l'aide des coordonnées de la galaxie. Sauf indication contraire, les données proviennent du site NASA/IPAC.